# Michel de Klerk

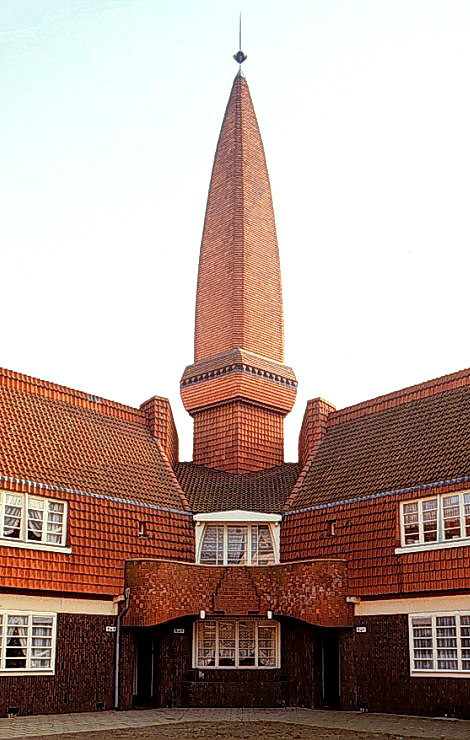
Het Schip en Ámsterdam, 1917-1920

Michel de Klerk (Ámsterdam, 24 de noviembre de 1884-24 de noviembre de 1923) fue un arquitecto neerlandés. 
Fue uno de los fundadores del movimiento de la Escuela de Ámsterdam. En sus inicios trabajó para otros arquitectos, como Eduard Cuypers. De sus muchos diseños y proyectos, muy pocos se llegaron a construir. Uno de sus mejores edificios es el 'Het Schip' (El barco) en el Distrito de Spaarndammerbuurt en Ámsterdam.